# Llista de monuments de Santa Eugènia
Llista de monuments de Santa Eugènia catalogats pel consell insular de Mallorca com a Béns d'Interès Cultural en la categoria de monuments pel seu interès històric, artístic, arquitectònic, arqueològic, històric-industrial, etnològic, social, científic o tècnic.
| Monument                                                   | Tipus                | Localització              | Coordenades                                          | Codi?         | Imatge                                    |
| ---------------------------------------------------------- | -------------------- | ------------------------- | ---------------------------------------------------- | ------------- | ----------------------------------------- |
| Es Comellar / Can Palou                                    | Monument arqueològic | Santa Eugènia             | 39° 37′ 04″ N, 2° 49′ 51″ E / 39.617720°N,2.830789°E | RI-51-0002703 | Carregueu una nova foto d'aquest monument |
| Ses Coves                                                  | Monument arqueològic | Santa Eugènia             | 39° 37′ 36″ N, 2° 49′ 27″ E / 39.626721°N,2.824137°E | RI-51-0002704 | Carregueu una nova foto d'aquest monument |
| Puig de Santa Eugènia / Can Lloveti / Cas Corb / Can Sineu | Monument arqueològic | Santa Eugènia             | 39° 37′ 23″ N, 2° 49′ 44″ E / 39.623133°N,2.828795°E | RI-51-0002705 | Carregueu una nova foto d'aquest monument |
| Es Putxet / Cova d'en Tro / Cova des Putxet                | Monument arqueològic | Santa Eugènia             | 39° 37′ 25″ N, 2° 50′ 38″ E / 39.623605°N,2.843953°E | RI-51-0002706 | Carregueu una nova foto d'aquest monument |
| Es Comellar / Es Rafal                                     | Monument arqueològic | Santa Eugènia             | 39° 37′ 07″ N, 2° 49′ 53″ E / 39.618622°N,2.831486°E | RI-51-0002707 | Carregueu una nova foto d'aquest monument |
| Son Mateu                                                  | Monument arqueològic | Santa Eugènia             | 39° 37′ 35″ N, 2° 49′ 23″ E / 39.626342°N,2.822972°E | RI-51-0002708 | Carregueu una nova foto d'aquest monument |
| Sa Cova Llarga                                             | Monument arqueològic | Santa Eugènia Son Matxina | 39° 37′ 39″ N, 2° 49′ 14″ E / 39.627599°N,2.820638°E | RI-51-0002709 | Carregueu una nova foto d'aquest monument |
| Coves d'en Pala                                            | Monument arqueològic | Santa Eugènia             | 39° 37′ 10″ N, 2° 50′ 05″ E / 39.619528°N,2.834630°E | RI-51-0002710 | Carregueu una nova foto d'aquest monument |
| Cova des Vent / Son Tano                                   | Monument arqueològic | Santa Eugènia             | 39° 37′ 33″ N, 2° 50′ 59″ E / 39.625856°N,2.849774°E | RI-51-0002711 | Carregueu una nova foto d'aquest monument |
| Es Violar                                                  | Monument arqueològic | Santa Eugènia Son Tano    |                                                      | RI-51-0002712 | Carregueu una nova foto d'aquest monument |
| Sa Mola / Son Vidal                                        | Monument arqueològic | Santa Eugènia             | 39° 37′ 29″ N, 2° 49′ 35″ E / 39.624841°N,2.826473°E | RI-51-0002713 | Carregueu una nova foto d'aquest monument |
| Sa Talaia                                                  | Monument arqueològic | Santa Eugènia             |                                                      | RI-51-0002714 | Carregueu una nova foto d'aquest monument |
| Cova d'en Pelleringo / Son Tano                            | Monument arqueològic | Santa Eugènia             | 39° 36′ 50″ N, 2° 49′ 00″ E / 39.614005°N,2.816597°E | RI-51-0002840 | Carregueu una nova foto d'aquest monument |